# Kabupaten Puncak Jaya
Kabupaten Puncak Jaya är ett kabupaten i Indonesien.   Det ligger i provinsen Papua, i den östra delen av landet, 3 400 km öster om huvudstaden Jakarta. Antalet invånare är 101 148.